# Clément Duvernay
Clément Duvernay, né le 7 avril 1993, est un joueur de pétanque français. 

## Biographie
Le 28 juillet 2024, il est sacré champion de France en tête à tête à Objat (Corrèze) en battant Fabio Zeni en finale 13 à 10 après avoir avoir éliminé Didier Chagneau en quart de finale (13-12) puis Maison Durk en demi finale (13-6),.

## Clubs
- Étoile Pétanque Laizéenne (Saône-et-Loire)

## Palmarès

### Séniors

#### Championnats de France
- Tête à tête 2024 : Etoile Pétanque Laizéenne[3]